# Associazione Polisportiva Savoia 1908 1974-1975
Questa voce raccoglie le informazioni riguardanti il Savoia nelle competizioni ufficiali della stagione 1974-1975.

## Stagione
La stagione 1974-1975 fu la 53ª stagione sportiva del Savoia.
Promozione 1974-1975: 1º posto

## Divise
| Casa | Portiere |

## Organigramma societario
Area direttiva
- Presidente:  Gioacchino Coppola

Area tecnica
- Allenatore:  Mele e  Affinito poi
 Cappiello dalla 6ª poi
 Ciccone e  Affinito  dalla 26ª

## Rosa
| N. |                   | Ruolo | Calciatore                   |
| -- | ----------------- | ----- | ---------------------------- |
|    | Italia (bandiera) | P     | Carmine Scognamiglio         |
|    | Italia (bandiera) | D     | Michele Caputo               |
|    | Italia (bandiera) | D     | Esposito                     |
|    | Italia (bandiera) | D     | Iorio                        |
|    | Italia (bandiera) | D     | Domenico Scarfato            |
|    | Italia (bandiera) | D     | Ciro Vesce                   |
|    | Italia (bandiera) | C     | Domenico Busiello (capitano) |
|    | Italia (bandiera) | A     | Nicola Campolongo            |
|    | Italia (bandiera) | C     | Domenico De Vita             |
|    | Italia (bandiera) | C     | Antonio Marzocca             |
|    | Italia (bandiera) | C     | Giuseppe Orilio              |

| N. |                   | Ruolo | Calciatore        |
| -- | ----------------- | ----- | ----------------- |
|    | Italia (bandiera) | C     | Mario Ricciardi   |
|    | Italia (bandiera) | A     | Gaetano Bottaro   |
|    | Italia (bandiera) | A     | Direttore         |
|    | Italia (bandiera) | A     | Antonio Vitiello  |
|    | Italia (bandiera) |       | Felice Calise     |
|    | Italia (bandiera) |       | Sergio Cirillo    |
|    | Italia (bandiera) |       | Paggio            |
|    | Italia (bandiera) |       | Punzo             |
|    | Italia (bandiera) |       | Francesco Ranieri |
|    | Italia (bandiera) |       | Michele Romano    |

## Calciomercato
| Acquisti | Acquisti | Acquisti | Acquisti   |
| R.       | Nome     | da       | Modalità   |
| -------- | -------- | -------- | ---------- |
|          |          |          | definitivo |

| Cessioni | Cessioni | Cessioni | Cessioni   |
| R.       | Nome     | a        | Modalità   |
| -------- | -------- | -------- | ---------- |
|          |          |          | definitivo |